# Othon Motta
Othon Motta (Rio de Janeiro, 12 de maio de 1913 – Campanha, 4 de janeiro de 1985), foi um bispo católico brasileiro. Foi bispo auxiliar de Juiz de Fora e do Rio de Janeiro e o terceiro bispo diocesano da Campanha.   
Encontra-se, desde 2016, em processo de beatificação, tendo recebido o título de "Servo de Deus" pela Congregação para a Causa dos Santos. Atualmente, o processo decorre em fase diocesana.

## Biografia

### Estudos
Realizou seus estudos nos seminários do Rio de Janeiro e São Paulo, concluindo a Teologia, em 1935. 

### Presbiterado e atividades antes do episcopado
Foi ordenado presbítero em 12 de janeiro de 1936, sendo imediatamente designado professor, no Seminário São José do Rio Comprido, da arquidiocese do Rio de Janeiro, onde também foi Diretor Espiritual. Foi criado cônego do cabido metropolitano do Rio de Janeiro. 

### Episcopado
Em 10 de março de 1953, foi eleito bispo titular de Uzita, sendo sagrado em 24 de maio de 1953 e nomeado bispo auxiliar de Juiz de Fora. Em 1955, foi nomeado bispo auxiliar da arquidiocese do Rio de Janeiro, cujo arcebispo era o cardeal Dom Jaime de Barros Câmara. A 30 de maio de 1959 foi designado bispo coadjutor da Campanha, com direito à sucessão, o que ocorreu a 16 de maio de 1960, quando sucedeu a Dom Frei Inocêncio Engelke O.F.M.. 
Foi pastor zeloso, competente, modesto, afável e acessível a todos. Realizando as visitas pastorais, percorreu, por várias vezes, todo o território de seu bispado. Em 16 de janeiro de 1982, renunciou ao bispado da Campanha.     

### Morte

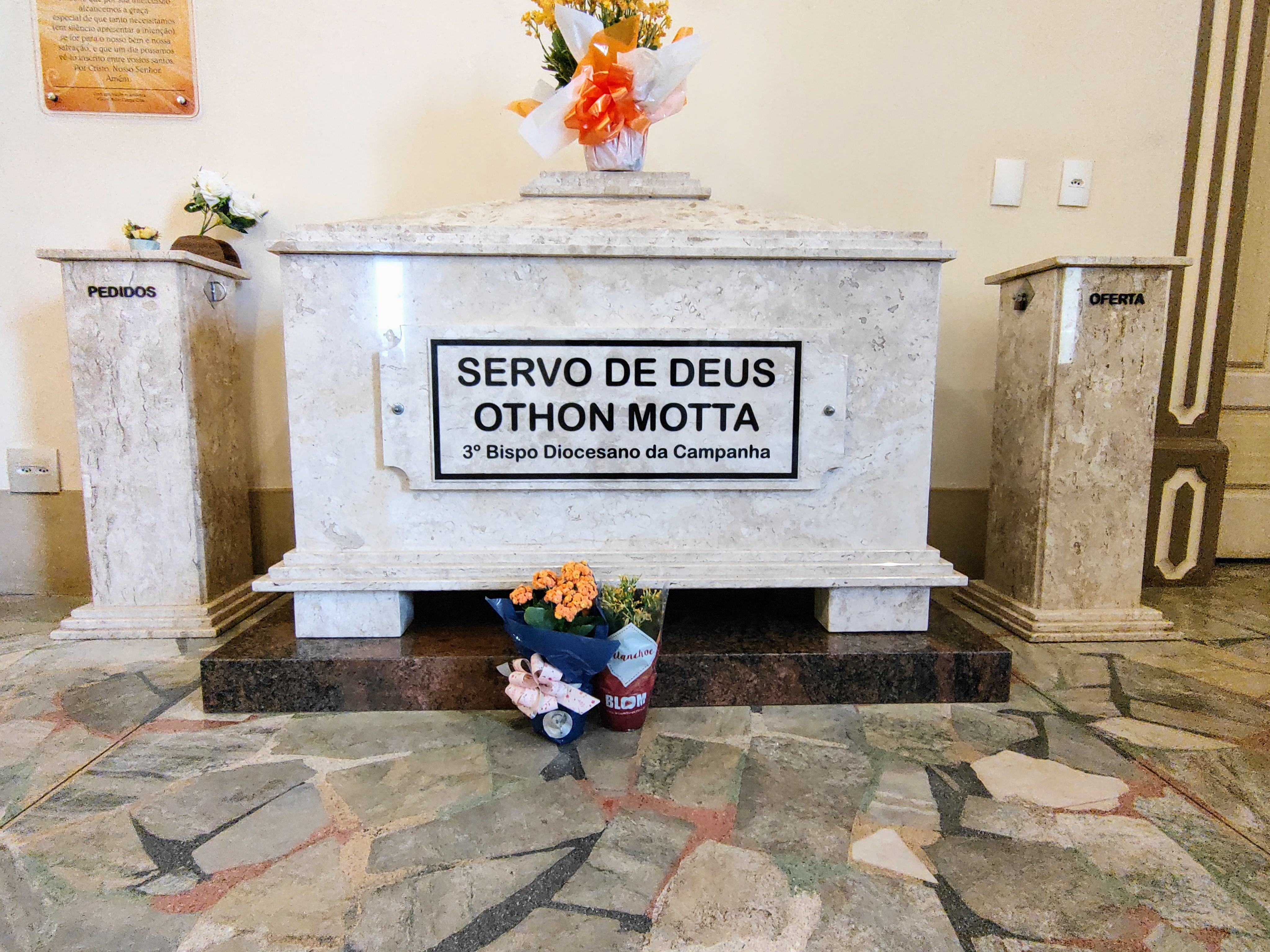
Túmulo de Dom Othon Motta no interior da Catedral de Santo Antônio em Campanha

Vitimado pela Doença de Parkinson, faleceu em 4 de janeiro de 1985, estando inicialmente sepultado na cripta da Catedral de Santo Antônio, na Campanha.

## Beatificação
Devido a sua fama de santidade e diante de vários relatos de graças alcançadas por sua intercessão, em 2016, a diocese da Campanha anunciou a abertura do processo de beatificação de Dom Othon Motta, com autorização do Vaticano, o que fez com que recebesse o título de servo de Deus.
Em setembro de 2016, foi inaugurado o Memorial Dom Othon Motta, com pertences do bispo, aberto à visitação pública.
Em 5 de novembro de 2016, foi instalado o tribunal eclesiástico para a causa de beatificação de Dom Othon Motta. Seus restos mortais foram reconhecidos oficialmente (de forma canônica) e transferidos da cripta para o interior da catedral, em virtude do início de seu processo de beatificação.
O postulador desta causa é o Dr. Paolo Vilotta.

## Brasão e lema
Descrição: Escudo eclesiástico de blau semeado de flores-de-lis de jalde, calçado (chaussé) de goles com uma palmeira arrancada, ao natural. O escudo assente em tarja branca. O conjunto pousado sobre uma cruz trevolada de ouro. O todo encimado pelo chapéu eclesiástico com seus cordões em cada flanco, terminados por seis borlas cada um, tudo de verde. Brocante sob a ponta da cruz um listel de blau com a legenda: IN VINCVLIS CARITATIS, em letras de jalde.